# 수안푸엥군
수안푸엥군은 랏차부리주의 행정 구역이다. 이 지역의 총 인구 수는 2017년 기준으로 52명이다. 인구 밀도는 52.37km2이다.

## 행정 구역
| 1. | Suan Phueng | สวนผึ้ง   |  |
| 2. | Pa Wai      | ป่าหวาย  |  |
| 4. | Tha Khoei   | ท่าเคย   |  |
| 7. | Thanao Si   | ตะนาวศรี |  |